# Václav Janáček
Václav Janáček (* 23. července 1985, Chroustovice na Chrudimsku) je český dostihový jezdec, dvojnásobný vítěz Českého derby (2006, 2008), čtyřnásobný rovinový šampión a rekordman, který dokázal v jednom roce získat 82 vítězství (2009). Titul žokej mu náleží v rovinových dostizích, na překážkách má titul jezdec.
V srpnu 2018 se stal druhým českým dostihovým jezdcem, který dosáhl tisícovky vítězství, stalo se tak celkem ve dvanácti zemích.

## Počátky dostihové kariéry
Na rozdíl od mladých úspěšných jezdců Jiřího Chaloupky, Josefa Váni či Tomáše Vraje pochází Václav Janáček z rodiny, která neměla s dostihovým sportem nic společného. Ke koním se dostal ve 14 letech. Zpočátku jezdil parkury. Díky nízké váze v deváté třídě základní školy (něco málo přes 40 kilogramů) se rozhodl pro profesionální jezdeckou dráhu. Vystudoval dnešní Střední školu dostihového sportu a jezdectví (dříve Střední odborné učiliště zemědělské) v Praze – Velké Chuchli. Dostihovou kariéru zahájil v roce 2002 nešťastně – pádem z koně. Do konce sezóny startoval ještě jedenadvacetkrát, přičemž byl nejlépe jednou třetí a jednou pátý. První vítězství získal 5. července 2003 v rámci mítinku při filmovém festivalu v Karlových Varech na koni Verior a do konce roku získal dalších devět vítězství, čímž vybojoval titul nejúspěšnějšího žákovského jezdce sezóny 2003. V témže roce se dostal do médií jako vodič klisny Ohne Sorge, která pod Jaroslavem Donovalem v tréninku Filipa Neuberga vyhrála České derby. Tuto klisnu jezdil také jako pracovní jezdec. Ze spolupráce s trenérem Filipem Neubergem se zrodilo mnoho vítězných startů. K 7. červenci 2010 odjezdil pro trenéra Neuberga celkem 262 dostihů. Své kvality prokázal v chovatelské Lázeňské míli v roce 2004, kdy dovedl k vítězství hnědáka All Meine Träume. Titul šampiona mu unikl po těsném boji s žokejem Janem Rájou; v šampionátu skončil druhý. S celkovým počtem 220 startů (33 vítězství) byl ale nejčastěji obsazovaným jezdcem roku 2004.
O rok později ukončil školu a získal titul žokeje na rovinách. V devatenácti letech a devíti měsících se tak stal nejmladším žokejem v českých dějinách a potřebných padesát vítězství získal za necelé dva roky. Úspěšně zahájenou sezónu 2005 mu překazilo zranění v práci. Při cvičném nakládání dvouletků do přepravníku jej poplašená klisna Bright Life nešťastnou náhodou kopla do břicha a způsobila mu vážné zranění. Na dostihové dráze se objevil po dvacetitýdenní odmlce v září 2005 a do konce sezóny patnáctkrát zvítězil – mimo jiné v Pardubicích právě s Bright Life.

## Dvojnásobný derby-vítěz a rekordních 82 vítězství
V roce 2006 zvítězil v necelých jednadvaceti letech s koněm Laureat v Českém derby a stal se tak tehdy jeho druhým nejmladším (dnes třetím) vítězem. Získal také prvenství v šampionátu rovinových jezdců, které si udržel i v následujících letech (2006–2009). Roku 2007 zvítězil s běloušem Scyrisem v Central European Challenge Cup Sprint v rakouském Ebreichsdorfu, což byl jeho první zahraniční úspěch. V roce 2008 vyhrál derby podruhé s koněm Tullamore.
Roku 2009 získal 82 tuzemských vítězství, čímž překonal rekord 48 vítězství žokeje Vlastimila Smolíka. Téhož roku se jako první český žokej zúčastnil v sedle koně Tullamore francouzské Ceny Vítězného oblouku (Prix de l'Arc de Triomphe) v pařížském Longchamp. 

## Úspěchy ve zkratce
Z prestižních dostihů I. a vyšší kategorie získal vítězství mj. v těchto dostizích: Cena prezidenta republiky (Mariydi, 2009), Velká cena Prahy (Sharpour, 2009), Velká květnová cena (De Roberto, 2007; Sharpour, 2009), pardubický DOMEC St. Leger (Mariydi, 2009), Svatováclavská cena (Scyris, 2007). V roce 2008 byl druhý v Rakouském derby (Connex, 2008).  K jeho známým čtyřletým partnerům patřili např. De Roberto, Sharpour, Torlus, Mariydi, Laureat.

## Osobní život
Jeho manželkou je žokejka Ingrid Koplíková, se kterou má dceru Viktorii.